# Budapest Régiségei
A Budapest Régiségei a Budapesti Történeti Múzeum időszaki kiadványa. 1889-ben indult, a főváros kiadásában - az első kötet alcíme: "A főváros területén talált műemlékek és történelmi nevezetességű helyek leírása". Első szerkesztője Gömöri Havas Sándor volt.

## Szerkesztői
... az 1960-as évekig
- Gömöri Havas Sándor
- Kuzsinszky Bálint
- Nagy Lajos és Zakariás G. Sándor
- Pogány Ö. Gábor
- Gerevich László